# Ivan Kolev (football, 1930)
 (août 2025).
Si vous disposez d'ouvrages ou d'articles de référence ou si vous connaissez des sites web de qualité traitant du thème abordé ici, merci de compléter l'article en donnant les références utiles à sa vérifiabilité et en les liant à la section « Notes et références ».
Pour les articles homonymes, voir Ivan Kolev.
Ivan Petkov Kolev est un footballeur bulgare né le 1er novembre 1930 à Sofia et mort le 1er juillet 2005 dans la même ville.

## Carrière

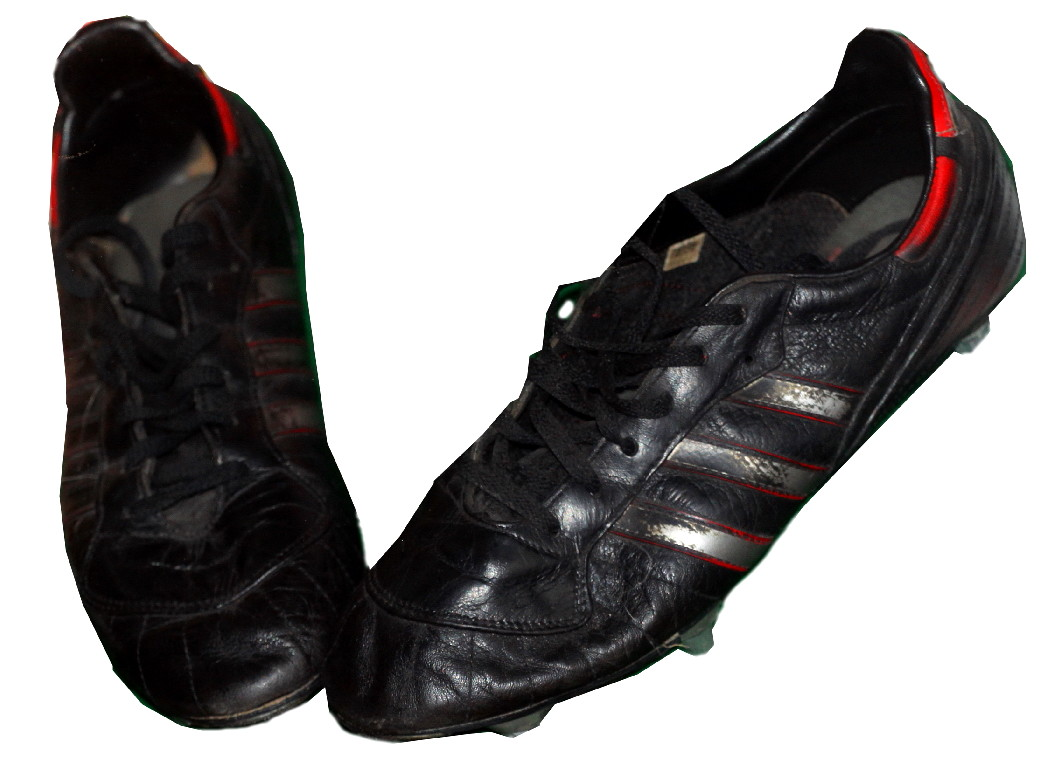
chaussures de football d'Ivan Petkov Kolev

- 1950-1968 : FK CSKA Sofia  Bulgarie

## Palmarès
- 75 sélections et 25 buts avec l'équipe de Bulgarie entre 1950 et 1966.
- Champion de Bulgarie en 1951, 1952, 1954, 1955, 1956, 1957, 1958, 1959, 1960, 1961 et 1966.
- Vainqueur de la Coupe de Bulgarie en 1951, 1954, 1955, 1962 et 1965.